# No. 1 Squadron RAAF
Pour les articles homonymes, voir 1re escadre.

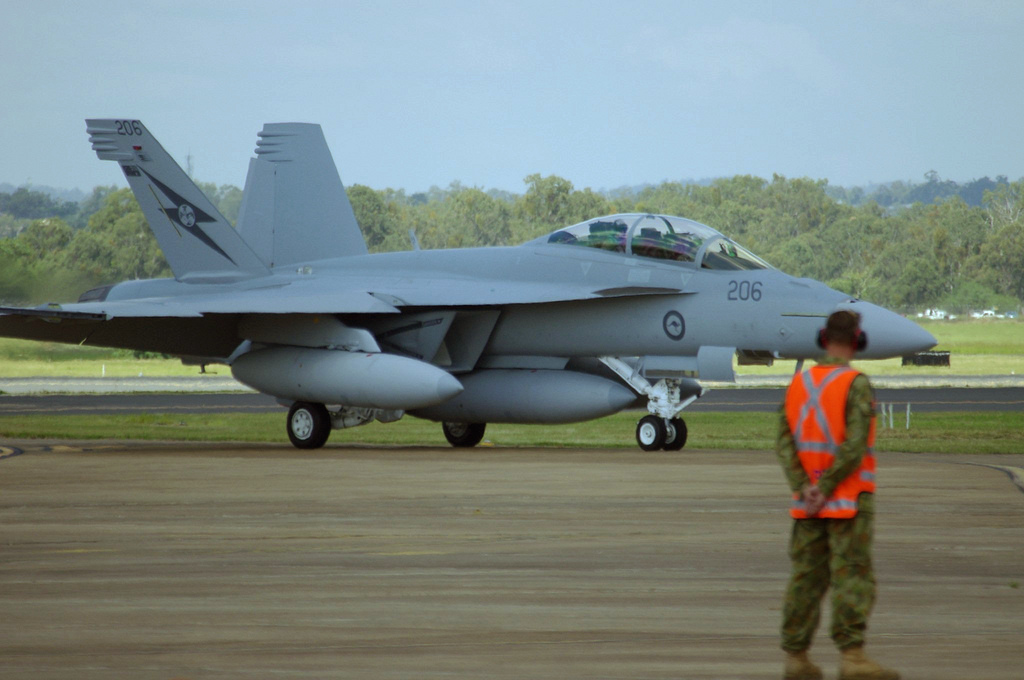
Avion McDonnell Douglas F/A-18 Hornet du No. 1 Squadron RAAF.

Le No. 1 Squadron de la Force aérienne royale australienne (Royal Australian Air Force, RAAF) est basé à la base aérienne Amberley dans le Queensland. Géré par la No. 82 Wing RAAF, l'escadron est équipé d'avions McDonnell Douglas F/A-18 Hornet de seconde génération.

## Histoire
Son histoire remonte à 1916, date de sa formation sous l'Australian Flying Corps. Il a participé à la campagne du Sinaï et de la Palestine pendant la Première Guerre mondiale. Son commandant en 1917-1918 est le major Richard Williams, connu plus tard comme le « père de la RAAF ».
Dissous en 1919, l'escadron reprend le service actif en 1925. Pendant la Seconde Guerre mondiale, il participe à la bataille de Malaisie et à la campagne des Indes orientales néerlandaises. Ses nombreuses pertes en 1942 oblige à reformer l'escadron l'année suivante, et c'est de nouveau le cas en 1946 après la guerre.
De nouveau opérationnel en 1948, l'escadron est affecté à la base aérienne Amberley avec entre 1950 et 1958, une affectation à Singapour dans le cadre de l'Insurrection communiste malaise.

## Crédits
- (en) Cet article est partiellement ou en totalité issu de l’article de Wikipédia en anglais intitulé « No. 1 Squadron RAAF » (voir la liste des auteurs).